# Shannon Burke
Pour les articles homonymes, voir Burke.
Œuvres principales
- 911

Shannon Burke, né le 11 septembre 1966 à Wilmette dans l’Illinois aux États-Unis, est un romancier et scénariste américain, auteur de roman noir.

## Biographie
Shannon Burke fait des études à l'université de Caroline du Nord. Il s'installe ensuite à New York et devient ambulancier à Harlem pour le New York City Fire Department jusqu'en 2001.  
Il utilise cette expérience professionnelle dans ces romans, et en particulier dans Manhattan Grand-Angle (Safelight) publié en 2005 et dans 911 (Black Flies) paru en 2008. Ce second roman est lauréat du prix Mystère de la critique en 2015.
Il a également participé au scénario du film américain Syriana réalisé par Stephen Gaghan en 2005, avec George Clooney, Matt Damon, Jeffrey Wright, Chris Cooper et William Hurt.
Son scénario Outer Banks, pour une série Netflix destinée aux jeunes adultes, a eu beaucoup de succès pendant la pandémie de Covid-19 en avril 2020.[réf. nécessaire]
Son roman 911 (Black Flies) est adapté au cinéma par Jean-Stéphane Sauvaire, avec Sean Penn et Tye Sheridan.

## Œuvre

### Romans
- Safelight (2005) Publié en français sous le titre Manhattan Grand-Angle, traduit par Francis Lefebvre, revu par Samuel Todd, Paris, Gallimard, Série noire, 2006  (ISBN 978-2-07-077123-3)
- 911 (Black Flies) (2008) - Prix Mystère de la critique 2015 Publié en français sous le titre 911, traduit par Diniz Galhos, Paris, Sonatine Éditions, 2014  (ISBN 978-2-35584-253-5), réédité sous le titre Black Flies, Sonatine Éditions, 2023
- Into the Savage Country (2015) Publié en français sous le titre Dernière saison dans les Rocheuses, traduit par Anne-Marie Carrière, Paris, 10/18, 2018  (ISBN 978-2-26407-102-6)

## Prix et distinctions
- Prix Mystère de la critique 2015 pour 911[5]